# Van de Garde
Van de Garde (voorheen: Koninklijke van de Garde, tegenwoordig: van de garde | jémé) is een grafisch bedrijf dat in 1861 in Zaltbommel werd gesticht toen Henricus Joannes van de Garde (1840-1873) de boekhandel van Joh. Noman en Zoon overnam. In 1864 nam hij ook de drukkerij van Noman over. Na het overlijden van Henricus werd het bedrijf overgenomen door zijn oudere broer Walraven Hermanus Johannes van de Garde, die in 1885 een vennootschap aanging met Johannes Pieter Elemans (1861-1940). Onder Elemans breidde het bedrijf sterk uit, vooral de drukkerij en de zetterij; Van de Garde was een van de eerste Nederlandse bedrijven die een Monotype-zetmachine in gebruik nam. De boekhandel en uitgeverij werd door procuratiehouder Lenshoek overgenomen, die in 1914 ook de uitgave van de Zalt-Bommelsche Courant in handen nam. Drukkerij Van de Garde specialiseerde zich in almanakken, encyclopedieën en dergelijke. In 1900 begon hij met Pyttersen's Nederlandsche staatsalmanak voor iedereen, die tot 1957 door Van de Garde gedrukt zou worden. 
Door contacten met uitgeverij Martinus Nijhoff in de persoon van Wouter Nijhoff kreeg Van de Garde ook het drukwerk van de Staatsalmanak, van de encyclopedieën van Wink en wetenschappelijke tijdschriften als Physica onder handen. In de jaren dertig verkocht Elemans de drukkerij aan Wouter Nijhoff; diens schoonzoon Frans Wagner (1891-1962) werd de nieuwe directeur. Onder diens bewind groeide de drukkerij dankzij de specialisatie in 'moeilijk' drukwerk, zoals wetenschappelijke werken van de uitgevers Nijhoff en Noordhoff, en bijvoorbeeld wiskundige schoolboeken. In 1947 had Van de Garde 63 werknemers. 
Bij het 100-jarige jubileum in 1961 kreeg de onderneming het predicaat 'Koninklijke'. Wagner werd opgevolgd door Frederik Thomése (de vader van de schrijver P.F. Thomése). In 1970 werd uitgeverij Nijhoff overgenomen door het Kluwerconcern, en ook Van de Garde werd ingelijfd. Nu begon een periode van neergang, met voortdurend reorganisaties en ontslagrondes. Dat viel samen met de overgang van loodzetsel naar computergestuurd zetten en drukken.
Hoewel het bedrijf begin jaren tachtig weer winstgevend werd, wilde Kluwer in 1984 Van de Garde toch sluiten; maar dat werd voorkomen door het personeel. Het bedrijf werd overgenomen door directeur G. Heinen van Zetcentrale Meppel/Rosendaal onder de naam Van de Garde Zaltbommel Grafisch Bedrijf, met als directeur A.W. van der Heiden. Na periodes van wisselend bedrijfsgeluk en verhuizing naar een nieuw pand op een industrieterrein ging Van de Garde echter failliet in december 2003. De restanten werden overgenomen door de Tekstbeeld Groep, een bedrijf uit Veldhoven, en vervolgens samengevoegd met drukkerij Jémé te Eindhoven.